# Tatum Dagelet
Tatum Dagelet (Amsterdã, 25 de fevereiro de 1975), é uma atriz, apresentadora de televisão, escritora e radialista dos Países Baixos.

## Vida pessoal
Tatum Dagelet é a filha do ator Hans Dagelet. Ela é a irmã da atriz Dokus Dagelet, e meia-irmã da atriz Charlie Chan Dagelet e dos atores Mingus Dagelet e Monk Dagelet. De 2000 a 2004, foi casada com o radialista Ruud de Wild, eles se separam depois de 4 anos de casamento. Desse relacionamento nasceu Toy Travis de Wild. Sobre esse tempo, ela escreveu o livro "Bebendo, amaldiçoando e esperando que você seja amado". Tatum também teve, durante oito anos, um relacionamento com o futebolista holandês Daniël de Ridder.

## Filmografia

### Filmes
| Ano  | Título            | Papel          |
| ---- | ----------------- | -------------- |
| 2017 | De Familie Slim   | Julia Slim     |
| 2014 | Stuk!             | Diretora Emans |
| 2013 | Leve Boerenliefde | Wenda van Zwol |
| 2001 | Ochtendzwemmers   | Tanja          |
| 1988 | Amsterdamned      | Anneke Visser  |

### Séries
| Ano       | Título                            | Papel                 |
| --------- | --------------------------------- | --------------------- |
| 2017      | Streetlab                         | Ela mesma             |
| 2016      | Voetbalmeisjes                    | Pia/Selma             |
| 2014      | De jongens tegen de meisjes       | Ela mesma (Candidata) |
| 2013      | Sinterklaasjournaal               | Mãe da Meike          |
| 2007      | De lama's                         | Ela mesma             |
| 2003      | Barend en Van Dorp                | Ela mesma             |
| 2003      | Weltevreden op 10: Percy's Place! | Ela mesma             |
| 2003      | Life & Cooking                    | Ela mesma             |
| 2002      | Villa BvD                         | Ela mesma             |
| 1999      | Pittige tijden                    | Peppie van Kokkie     |
| 1998      | De Jimmy Hopper Show              | Cliente               |
| 1998      | Tatum & Jennifer                  | Ela mesma             |
| 1997      | Brutale meiden                    | Ela mesma             |
| 1997      | Iedereen kan schaken!             | Iris                  |
| 1996-1997 | Fort Alpha                        | Isolde Bavinck        |
| 1995      | Voor hete vuren                   |                       |
| 1995      | Toen was geluk heel gewoon        | Saskia                |
| 1995      | 12 steden, 13 ongelukken          | Lilly                 |
| 1994      | We zijn weer thuis                | Karin Wildschut       |

### Documentários
| Ano  | Título             | Papel                     |
| ---- | ------------------ | ------------------------- |
| 2006 | Spuiten en slikken | Ela mesma (entrevistada)  |
| 2003 | Brutale moeders    | Ela mesma (apresentadora) |
| 2003 | BNN Family         | Ela mesma                 |

### Curtas
| Ano  | Título  | Papel |
| ---- | ------- | ----- |
| 1995 | Pepette | Oppas |

## Livros
- Drinken, vloeken en hopen dat je bemind wordt: handleiding scheiden voor de moeder - 2010[6]